# Matonge (Ixelles)

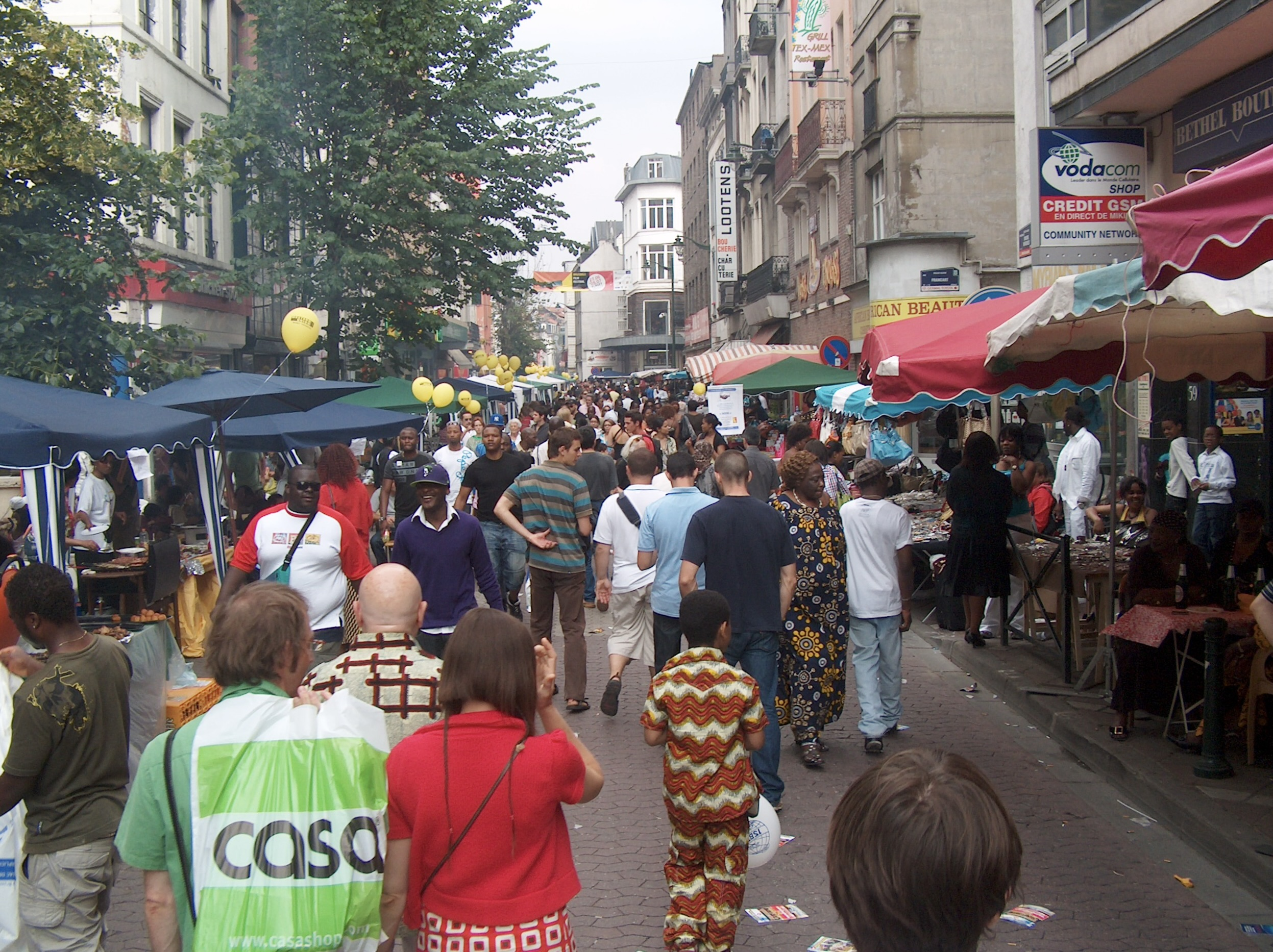
Festival v Matonge v roce 2009.

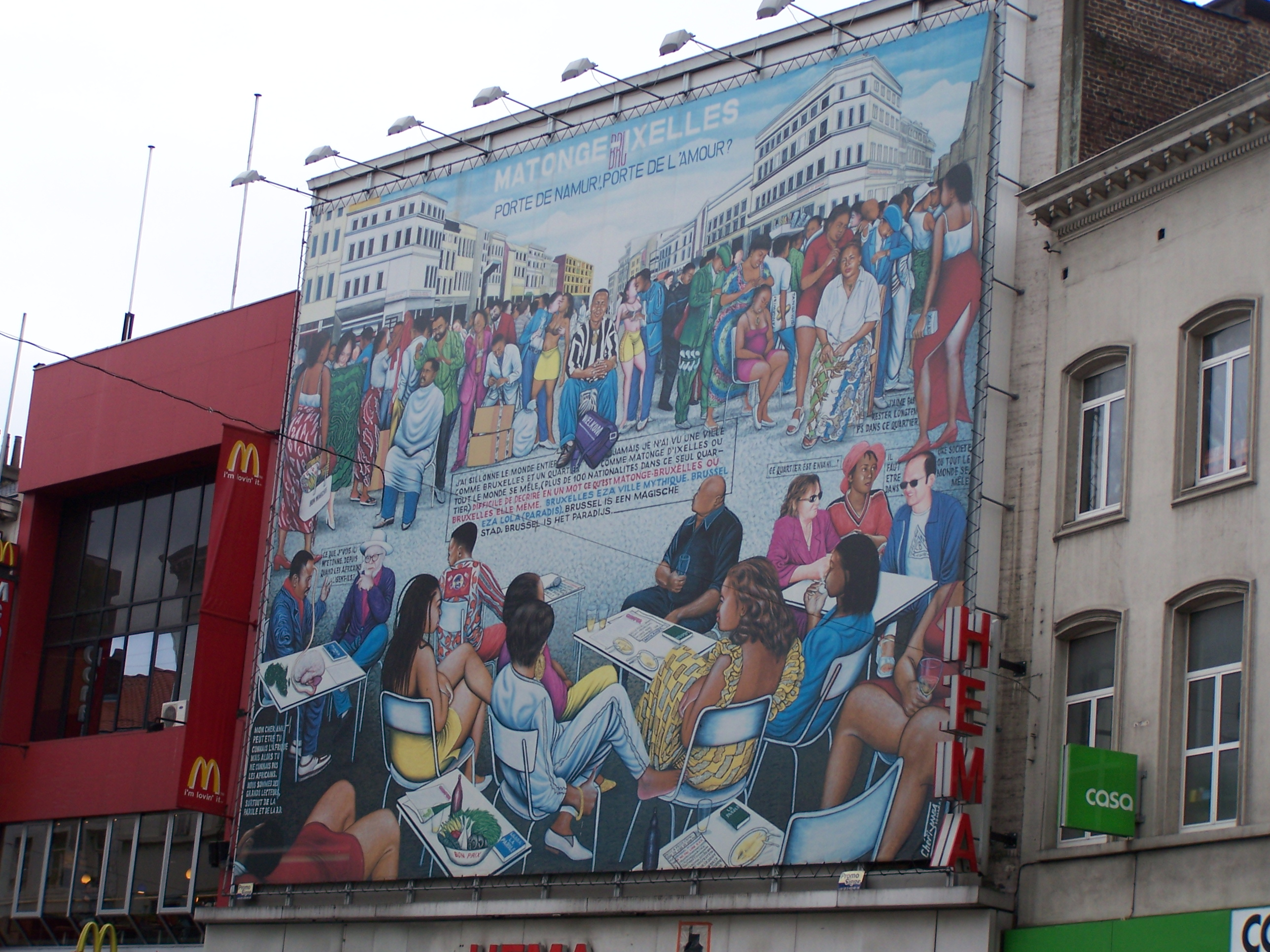
Plakát u Porte de Namur.

Matonge (nebo také Matongé) je část města Ixelles, které je součástí belgické metropole Bruselu. Nachází se v jihovýchodně od centra města, jižně od Evropské čtvrti, blízko stanice metra Porte de Namur/Naamsepoort. Svůj název má podle tržnice v konžské Kinshase, a to díky velkému množství přistěhovalců z této středoafrické země.
Hlavní osou této části Bruselu je ulice Longue-Vie.
Současná čtvrť se začala rozvíjet v druhé polovině 50. let 20. století okolo hostelu Maison Africaine (Africký dům). Shromažďovali se zde především stipendisté z belgického Konga, kteří byli v Bruselu na vysokoškolských studiích. Mnozí z nich se po občanské válce v Kongu později v této části Bruselu usídlili na trvalo. K nim se následně přidali i diplomaté, uprchlíci a imigranti z dalších francouzsky mluvících afrických zemí, jako je Rwanda, Burundi, Mali, Kamerun nebo Senegal.
Na začátku 21. století žilo v oblasti na více než 45 národností; po Afričanech se do Matongé přistěhovali také Indové, Pákistánci a Jihoameričané. Místo bylo v po jistou dobou ohniskem pouličního násilí, kterému se podařilo zabránit především díky intervencím bezpečnostních složek a zvýšené přítomnosti policie. V roce 2011 došlo v Matonge k nepokojům v souvislosti s volbami v Demokratické republice Kongo, ve kterých zvítězil Joseph Kabila.